# Saint-John Perse
Pour les articles homonymes, voir Saint John, Perse et Leger.
Alexis Leger, dit Saint-John Perse, né le 31 mai 1887 à Pointe-à-Pitre (Guadeloupe) et mort le 20 septembre 1975 à Hyères (Var), est un poète, écrivain et diplomate français, lauréat du prix Nobel de littérature en 1960.
En marge des mouvements littéraires de son époque, sa poésie, en versets, est réputée pour son hermétisme, mais aussi pour sa force d’évocation. Il reçoit le prix Nobel de littérature « pour l’envolée altière et la richesse imaginative de sa création poétique, qui donne un reflet visionnaire de l’heure présente ».

## Biographie

### Jeunesse et débuts diplomatiques

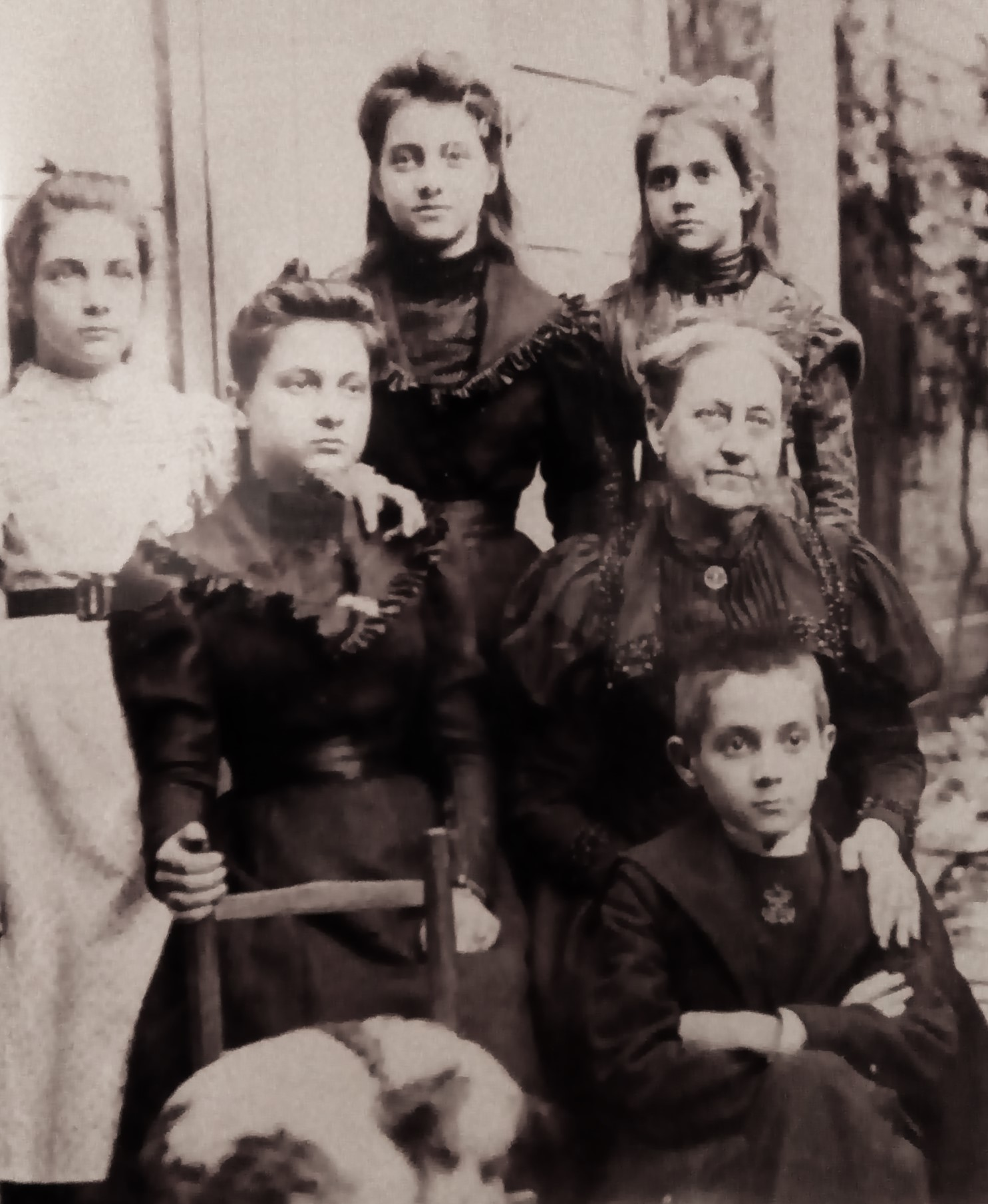
Alexis Leger, enfant, avec sa grand-mère, sa mère et ses sœurs, en 1896.

Fils d'Édouard Pierre Amédée Leger, avocat-avoué en Guadeloupe à partir de 1873, et de Marie Pauline Françoise Renée Dormoy, fille d'une famille de planteurs guadeloupéens, Alexis Leger est déclaré né le 31 mai 1887 au no 54 rue Achille-René-Boisneuf à Pointe-à-Pitre. Seul garçon d'une fratrie de cinq enfants, il y passe son enfance, ainsi qu'à l'îlet Feuille où il découvre la nature, et surtout dans les deux importantes demeures familiales que sont « La Joséphine » — une caféière sur les hauteurs de Saint-Claude au sud de Basse Terre — et « Le Bois-Debout » — une exploitation de canne à sucre à Capesterre — qui marqueront son imaginaire. Dans la « Biographie » que l'auteur a publiée en 1972 (texte complété par Pierre Guerre), il laisse entendre que sa famille appartiendrait à la noblesse « de souche », ce qu'aucune recherche conduite par ses biographes (et notamment Henriette Levillain) ne permet de confirmer. Par contre, il est issu côté maternel d'une famille aisée de Blancs créoles, installée aux Antilles de longue date, et son père est issu d’une famille de juristes installée elle-aussi en Guadeloupe.
Il fait son entrée en huitième en octobre 1894 au lycée de Pointe-à-Pitre récemment créé, mais en mars 1899, toute la famille part définitivement pour la France métropolitaine après plus de deux siècles d'établissement dans les Caraïbes et s'installe à Pau. Il entre en classe de cinquième au lycée de la ville, l'actuel lycée Louis-Barthoutandis que ses soeurs sont mises en pension au couvent des Ursulines. Il fait ensuite des études de droit à Bordeaux dès 1904, mais il fréquente aussi, librement, les facultés de lettres, de sciences et de médecine.Il poursuit par ailleurs son étude du grec ancien. Devançant l'appel, en 1905 il effectue un service militaire d'un an dans l'infanterie à Pau, puis reprend ses études en 1906.
Il rencontre assez tôt le poète Francis Jammes, en 1902, qui habite alors à Orthez, lequel le présente notamment à Paul Claudel, en 1905, avec qui il entretient des relations mouvementées. Grâce à Jammes encore, il entre en relation avec André Gide et le milieu de la NRF. Gide et Jacques Rivière le poussent à publier ses premiers poèmes. Les poèmes  Pour fêter une enfance, Images à Crusoé  puis Éloges  paraissent dans La Nouvelle Revue française en 1909 et 1910, par la suite ils seront publiés en recueil sous le titre Éloges en 1911. Valery Larbaud lui consacre un article très élogieux dans la revue La Phalange du 20 décembre 1911.
Il entretient de très nombreuses amitiés littéraires, avec la NRF, Gallimard, Gide, Valéry, Fargue, Claudel, Larbaud.

### Carrière diplomatique - 1914-1940

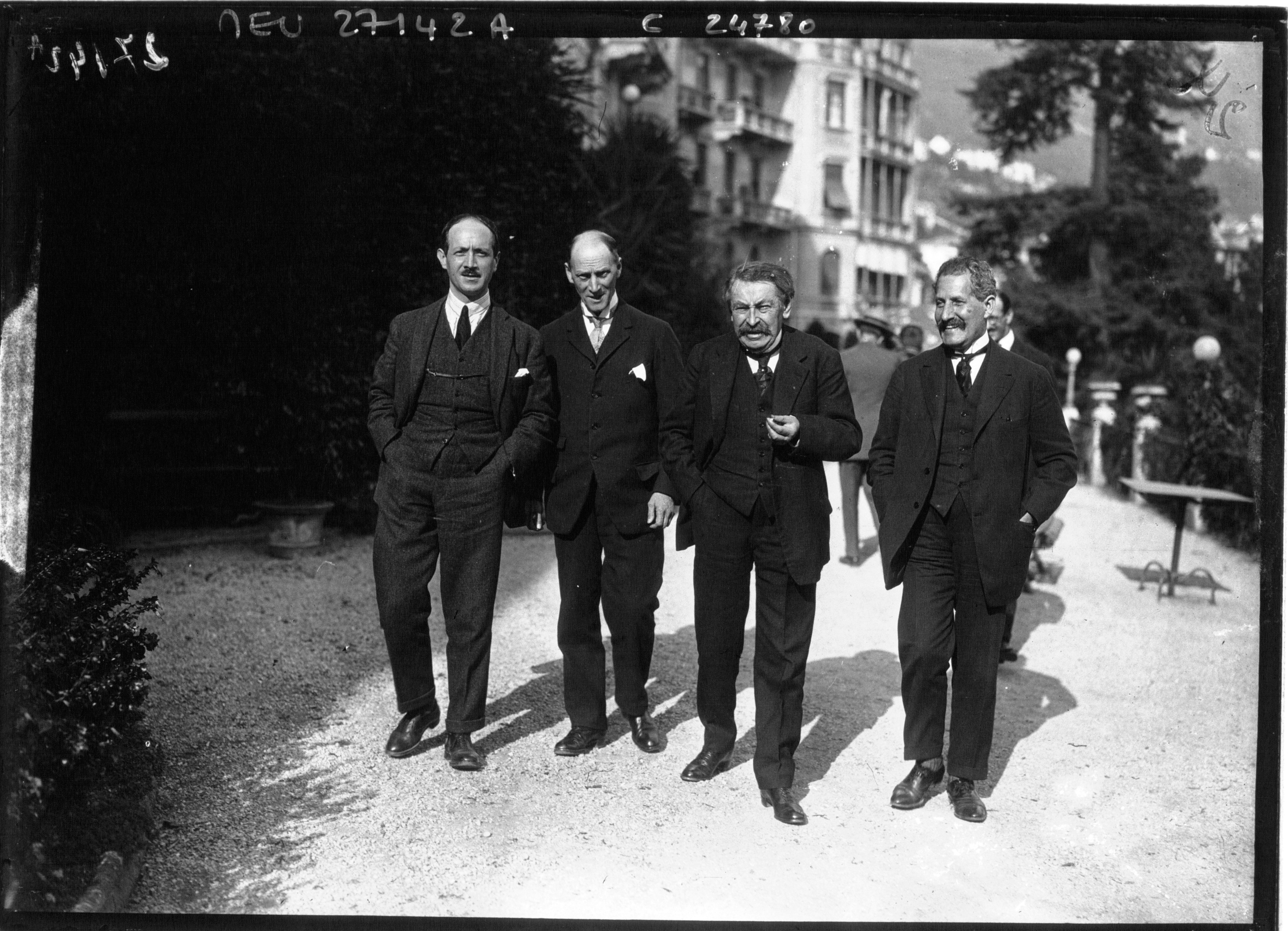
Alexis Leger à Locarno en 1925. De gauche à droite : Saint-John Perse, Henri Fromageot, Aristide Briand, Philippe Berthelot.

Ayant réussi le concours des consulats en 1914, Alexis Leger est affecté au service de presse du ministre Théophile Delcassé, puis à la Maison de la presse du ministère des Affaires étrangères avant d'être nommé secrétaire de la légation française de Pékin où il reste de 1916 à 1921. Il entretenait probablement une relation secrète avec Madame Dan Pao Tchao (née Nellie Yu Roung Ling), bien que selon cette dernière, il ne l'utilisât que pour obtenir des informations de la haute société pékinoise. Durant tout son séjour en Chine, au lieu de rentrer en Europe pendant ses congés, il effectue de nombreuses excursions dans différentes provinces jusqu'en Asie centrale. En mai 1920, il va en Mongolie-Extérieure avec traversée du désert de Gobi, le voyage dit de la « Tête de cheval », pour retrouver la tombe de Gengis Khan, en compagnie entre autres du sinologue Gustave-Charles Toussaint, du directeur général des postes chinoises, Henri Picard-Destelan, et du docteur Jean-Augustin Bussière. Il en a parlé comme d’une expédition alors que l’aller-retour de Pékin à Ourga (Oulan-Bator) a duré dix jours et s'est fait en train et en voiture.
En 1921, il revient en Europe, en passant par le Japon et l'Amérique. À son retour, remarqué par Aristide Briand, alors ministre des affaires étrangères, il est nommé à l'administration centrale du ministère en 1922 puis devient, en 1925, directeur du cabinet du ministre. Peu de temps après, Alexis Leger, alors germanophile, est l'un des principaux auteurs des accords de Locarno en octobre 1925, plaidant pour une « conciliation franco-allemande pour assurer la sécurité de la France puis de l'Europe ».
C'est à cette époque qu'Alexis Leger adopte le pseudonyme de Saint-John Perse, notamment pour la parution d'Anabase en 1925 aux éditions de la N.R.F.
En 1929, il rédige pour Aristide Briand le Mémorandum sur l'organisation d'un régime d'union fédérale européenne sur mandat de l'Assemblée générale de la Société des Nations.
Après la mort en 1932 de son mentor, Alexis Leger prolonge l'influence briandiste au quai d'Orsay et ce, tout le temps qu'il y reste. Ce que l'on a appelé la « pactomanie » lui a ensuite été reproché par ses ennemis politiques. Toute sa vie, Alexis Leger a défendu la mémoire de Briand, par exemple, en 1942, dans un discours à sa mémoire à New York.

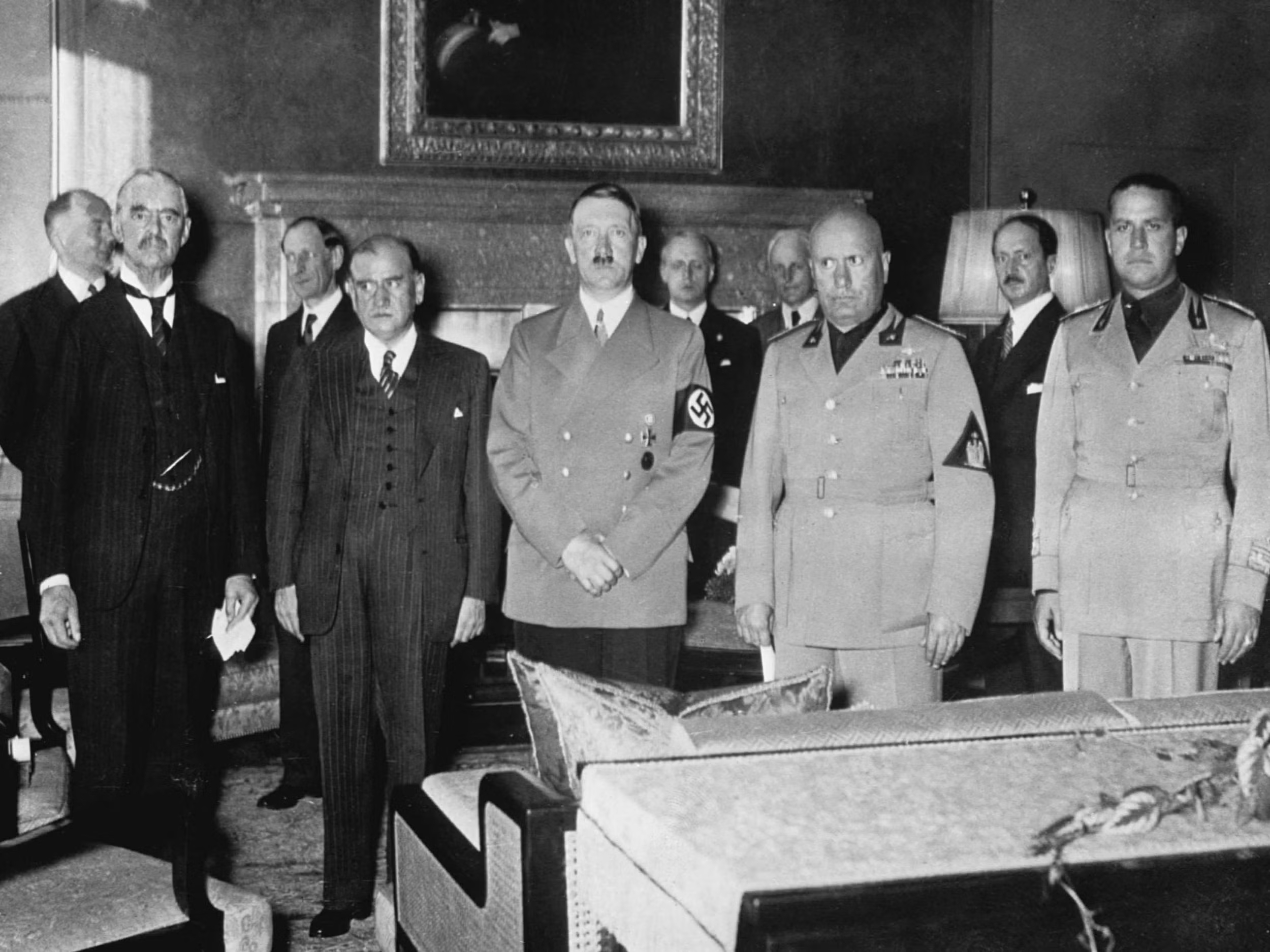
Alexis Leger accompagne Daladier pour la négociation des accords de Munich le 29 septembre 1938. Il se trouve en arrière-plan derrière Mussolini, à droite.

En février 1933, il remplace Philippe Berthelot  souffrant, au poste de secrétaire général du ministère des Affaires étrangères, avec les rang et dignité de premier des ambassadeurs de France. Alexis Leger a quarante-six ans, et en moins de vingt ans il a connu une ascension rapide qui le mène au couronnement de sa carrière.  Il participe dès lors à toutes les grandes négociations internationales, comme en avril 1935 à la conférence de Stresa. À ce poste pendant sept ans, il assure la continuité et la stabilité de la diplomatie française malgré la valse des ministres (plus d'un par an en moyenne, dont Pierre Laval). Ainsi, en mai 1936, au moment de son arrivée au pouvoir, Léon Blum, sur plusieurs sujets, aurait demandé : « Qu'en pense Leger ? », par exemple sur l'attitude à adopter face à la remilitarisation de la rive gauche du Rhin. Le fait est qu'opposé à la politique officielle d'« apaisement » et estimant que la France devrait réagir, il présente sa démission mais elle lui est refusée.  
S'agissant de la guerre d'Espagne et de la politique de non-intervention, le rôle de Leger a peut-être été déterminant. Dans son Journal, Roger Martin du Gard écrit : « Léger haïssait l'Espagne rouge. Il avait dit : " Si on marchait avec les rouges, je donnerais ma démission." Et il tenait à son pouvoir ! C'est uniquement par ses manœuvres et son influence qu'il a empêché la France du Front Populaire de porter aide à l'Espagne. (Et le destin de l'Europe entière en eût sans doute été changé.) » 
Lors des accords de Munich, il est moins complaisant que Daladier et surtout que Georges Bonnet, son ministre d'alors, devant l'abandon de la Tchécoslovaquie : Hitler le qualifie à cette occasion de « petit Martiniquais sautillant ». Hostile à l'armistice, il est dénoncé comme « belliciste». En mai 1940, Paul Reynaud le démet brutalement de ses fonctions pour marquer une rupture avec la politique de passivité pratiquée vis-à-vis du Reich depuis sept ans et, accessoirement, pour complaire à sa maîtresse. Leger, remplacé par François Charles-Roux, en est blessé, refuse les affectations, notamment à l'ambassade de Washington, qui lui sont proposées en compensation et quitte Bordeaux et la France ; il s'embarque pour l'Angleterre le 16 juin où il reste quinze jours. 
À Londres, aucun rapprochement avec de Gaulle n'est possible, Leger lui déniant toute légitimité. Comme d'autres intellectuels français,, il s'exile alors aux États-Unis. C'est là qu'il apprend que le régime de Vichy l'a déchu de sa nationalité française, que son appartement parisien (au no 10, avenue de Camoëns) a été mis à sac par la Gestapo et perquisitionné ensuite par la police française. Leger est également radié de l'ordre de la Légion d'honneur. Il sera rétabli dans ses pleins droits de Français et de fonctionnaire en 1944.
À Washington, il trouve un emploi à la bibliothèque du Congrès grâce à Archibald MacLeish, poète américain, qui en est le bibliothécaire. Il devient, avec Jean Monnet peut-être, le seul Français qu'accepte d'écouter le président Roosevelt, réputé pour avoir été très méfiant à l’égard du général de Gaulle. Le chef de la France libre essaie de rallier Leger à sa cause, lequel s'y refuse. De Gaulle ne lui pardonnera pas : ainsi en 1960, à l'occasion de l'attribution de son prix Nobel de littérature, il ne lui adresse aucune félicitation. Pour résumer, de Gaulle dira de lui : « Malgré les apparences, Léger n'est pas un caractère. »
Après la publication de ses Œuvres complètes dans la Bibliothèque de la Pléiade, en 1972, deux anciens diplomates notables du Quai d'Orsay, René Massigli et Léon Noël, le qualifient de « faussaire » qui aurait modifié le contenu de certaines de ses correspondances. Ainsi, dans une lettre à Philippe Berthelot datée du 3 janvier 1917, il prétend avoir écrit : « La marche finale de la communauté chinoise vers un collectivisme proche du communisme léniniste le plus orthodoxe ». Or à l’époque, Lénine vit en Suisse, et la révolution russe n’a pas commencé.

### Exil américain et mort - 1940-1975
Aux États-Unis, Saint-John Perse fait de nombreux voyages et excursions dans tout le pays, en 1945 au Texas et en Arizona, en 1947 en Floride, en 1948 en Caroline du Nord, au Tennessee, dans le Kentucky. Il aime les régions sauvages et s'intéresse à la faune, la flore, la géologie. À la faveur de cette retraite, il reprend son travail de création poétique.
Aussi bien aux États-Unis qu'en Argentine et en France, il publie successivement, en 1942, Exil, dédié à Archibald MacLeish, en 1943, Pluies, dédié à Katherine et Francis Biddle, et Poème à l'étrangère, inspirée par Rosalia Abreu ; en 1944, Neiges, dédié à « Françoise-Renée Saint-Leger Leger », sa mère. À la Libération, depuis les États-Unis, il publie Vents chez Gallimard en 1946, puis Amers en 1957. À cette date, il revient en France après dix-sept ans d'absence. Il se partagera désormais entre la presqu'île de Giens, dans le Var, où un groupe d'amis et d'admirateurs américains ont acquis pour lui une propriété, « Les Vigneaux », dans laquelle il revient chaque été, et les États-Unis qui sont devenus son pays d'adoption et qu'il explore en tout sens. Il partage son temps entre les voyages et la poésie et refuse à jamais d'accepter quelque fonction publique que ce soit. 
En 1958 il se marie avec une Américaine, Dorothy Russel, qu'il appelle « Dot » et surtout « Diane », de vingt ans plus jeune que lui. Il publie son poème Chronique en 1960, année où lui est attribué, grâce à ses amis américains et à Dag Hammarskjöld, secrétaire général des Nations unies, le prix Nobel de littérature. Son allocution au banquet Nobel du 10 décembre 1960 est consacrée aux rapports entre science et poésie,. Il publiera encore le recueil Oiseaux, inspiré par Georges Braque en 1962, et encore quelques poèmes dans la Nouvelle Revue Française : Chanté par Celle qui fut là en 1969, Chant pour un équinoxe en 1971, Nocturne en 1973 et Sécheresse en 1974. Son œuvre poétique est traduite en de très nombreuses langues : américain, allemand, espagnol, italien, suédois, tchèque, slovaque, hongrois, yougoslave... Certains poèmes sont mis en musique.
Il meurt le 20 septembre 1975, sur la presqu'île de Giens, où il repose désormais. Ses quatre derniers poèmes paraissent peu après en recueil sous le titre Chant pour un équinoxe. Peu avant sa mort, il avait légué tous ses manuscrits, papiers et objets personnels, ainsi que les livres de sa bibliothèque, à la ville d'Aix-en-Provence, qui aujourd'hui encore abrite la Fondation Saint-John Perse. Son épouse Dorothy est morte en 1985.

## Pseudonyme et noms

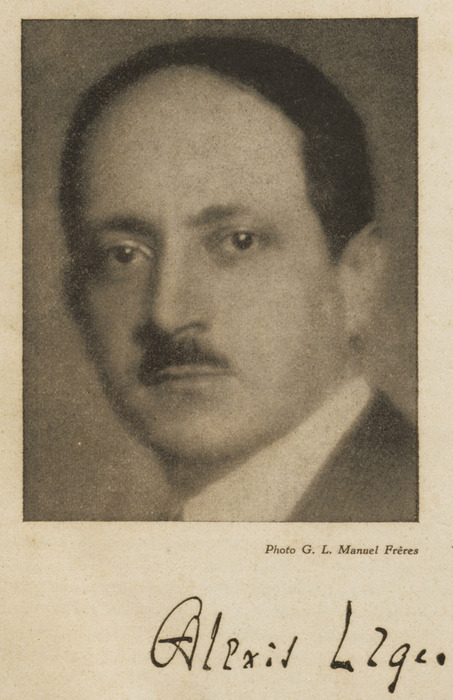
Alexis Leger en 1936.

Alexis Leger a utilisé d'autres noms de plume, comme Saint Leger Leger, en trois mots, ou Saintleger Leger, en deux ; ou St L. Leger, et, enfin, Saint-John Perse, à partir du recueil Anabase paru en 1924, qui a été un temps[Quand ?] signé « St-J. Perse ». Il existe de nombreuses interprétations de ces pseudonymes, mais, de son aveu même, le recours à un pseudonyme était nécessaire pour séparer sa mission diplomatique de sa fonction de poète. Concernant l'origine du pseudonyme définitif de Saint-John Perse, « il fut librement accueilli tel qu'il s'imposait mystérieusement à l'esprit du poète, pour des raisons inconnues de lui-même ». La concomitance de publication d'Anabase et le sens du mot « anabase »[pas clair] – qui définit aussi la conquête par Alexandre le Grand (à rapprocher du prénom Alexis et du nom Leger du poète) de l'empire Perse – présente également un symbolisme fort[évasif]. Quant au lien avec son admiration avouée pour le poète latin Perse, il a toujours affirmé qu'il s'agissait d'une simple coïncidence.
Il n'y a pas d'accent à Leger, le diplomate y tenait, et ce nom se prononce « Leuger »[réf. souhaitée]. De son vivant, il a voulu faire croire que Saint-Leger Leger était son vrai nom et Leger seulement une abréviation. D’ailleurs, dans le volume de ses Œuvres complètes (dans la collection Pléiade), il répète cette fiction. Dans sa vie privée, il s'est fait appeler par bien d'autres « petits noms », tels que Allan, Diego, Pierre Fenestre.

## Analyse de l'œuvre

### Esthétique littéraire
La poésie de Saint-John Perse est couramment réputée pour sa difficulté d'accès. Il écrit en versets. Le vocabulaire est parfois technique bien que son appréhension ne soit pas indispensable pour une première imprégnation de la puissance des images et de la richesse du rythme qui caractérisent le poème persien. De ce qu'on a pu nommer le « cycle antillais » (Éloges) au « cycle provençal » (les derniers poèmes), l’œuvre de Saint-John Perse institue dans la poésie française du XXe siècle des accents de conciliation entre les avancées de la modernité rimbaldienne et mallarméenne, avec les sources les plus archaïques de la parole poétique. André Breton voyait en 1924 en Perse un « surréaliste à distance », et c'est dire les volontés diverses d'appropriations de cette esthétique singulière, par les écoles de la modernité littéraire. Les premiers poèmes d’Éloges (surtout Images à Crusoé) laissent entrevoir une empreinte encore symboliste, mais ce modèle sera dépassé au gré du recueil et dès Anabase, s'impose un style déclamatoire reconnaissable entre tous, qui pousse souvent l'œuvre vers des accents lyriques prononcés (Exil, Vents et Amers notamment). Pour autant, les rythmes parfois saccadés de certains moments d'Exil, l'écriture souvent resserrée des poèmes provençaux et une certaine tension vers l'autotélisme (déjoué néanmoins) n'en apparaissent pas moins çà et là. Même par le prisme de cette variété stylistique, la parole poétique se déploie chez Saint-John Perse comme une rhapsodie accordée à l'intériorité ainsi qu'à un élan fondamental vers le monde. 

« La poésie de Saint-John Perse forme un tout profond et accompli avec une vérité que je ne cesse pas d'espérer et qui tarde à me parvenir »

— René Char, 1949
« C'est à partir d'une analyse sémantique et sémiologique que l'évidence d'une unicité fondamentale de l'œuvre nous est apparue » souligne Élisabeth Coss-Humbert. « Les récurrences lexicales et les thèmes qu'elles sous-tendent parcourent l'œuvre entière depuis Écrit sur la porte jusqu’à Sécheresse, sans qu'il y ait la moindre rupture dans leur utilisation sémantique et cratylienne. »

### Thématiques
Une « histoire de l'âme » semble dessiner, au gré des poèmes, un recours suprême aux éléments du monde (neiges, pluies, grands vents, souffles océaniques), mobilisés pour atteindre le « renouement » de l'homme vers son élan vital. Du souffle épique d'Anabase au style volontairement dépouillé des textes du Grand âge, les poèmes de Saint-John Perse construisent, en une langue somptueuse, un édifice unique dans la littérature française moderne. L'œuvre entière, en une profonde cohérence, propose au lecteur de parcourir le réel humain comme « une seule et longue phrase sans césure à jamais inintelligible ». Le regard porté sur le « monde entier des choses » y demeure de bout en bout, empreint d'une volonté d'intégralité qui s'accorde à la recherche en tout, d'une plénitude existentielle (« Épouse du monde ma présence ! »), d'une quête de l'unité. C'est sans doute en ce tribut d'une restitution à l'homme certes, mais plus intimement, à tout un chacun, du souffle premier d'une présence exaltante au monde, que l'on peut certainement considérer la richesse de cette œuvre exigeante et rare.

## Liste des œuvres

### Cycle antillais
- Éloges (1911)
  - Images à Crusoé (1909)
  - Écrit sur la porte (1910)
  - Pour fêter une enfance (1910)
  - Éloges (1911)
- La Gloire des Rois (1948)
  - Récitation à l'éloge d'une Reine (1910)
  - Histoire du Régent (dans Éloges, 1911)

### Cycle asiatique
- Anabase (1924), (OCLC 185562428)
- La Gloire des Rois (1948)
  - Amitié du Prince (1924) (OCLC 6488738)
  - Chanson du Présomptif (1924)
  - Berceuse (1945) (OCLC 39163431)

### Cycle américain
- Exil (1945)
  - Exil (1942)
  - Pluies (1944) (OCLC 10766065)
  - Neiges (1944) (OCLC 39160855)
  - Poème à l'étrangère (1942)
- Vents (1946), (OCLC 6654676)
- Amers (1957), (OCLC 503287633)
  - Étranger, dont la voile... (1948), (OCLC 47078075)[52]
  - Et vous, mers...(1950)
  - Midi, ses fauves, ses famines (1952), (OCLC 39161171)
  - Mer de Baal, Mer de Mammon... (1953), (OCLC 39163529)
  - Des villes hautes s'éclairaient...(1953)
  - Étroits sont les vaisseaux... (1956), (OCLC 39163257)

### Cycle provençal
- Chronique (1960), (OCLC 503287637)
- Oiseaux (1962, titre original : L'Ordre des oiseaux, avec illustrations de Georges Braque), (OCLC 1363082)
- Chanté par Celle qui fut là (1969)
- Chant pour un équinoxe (1971), (OCLC 888079)
- Derniers Poèmes (1975)
  - Nocturne (1973), (OCLC 2894340)
  - Sécheresse (1974), (OCLC 421492918)

### Poèmes divers
- Des villes sur trois modes (1908)
- Dernier Aveu (1908)
- Désir de créole (1908)
- Poème pour Valery Larbaud (1922)
- Silence pour Claudel, (1955) (OCLC 22927731)[53]
- Cohorte ou Pour fêter des oiseaux (réécrit pour la Pléiade, 1972)
- L'Animale (posthume, 1981)
- L'Incertain (posthume, 2001)

### Divers
Textes
- Briand (discours prononcé à l’université de New York le 28 mars 1942 pour la célébration du 80e anniversaire de la naissance d'Aristide Briand), (OCLC 314432457)
- Poésie (allocution prononcée à Stockholm le 11 décembre 1960 à la cérémonie de remise du prix Nobel de littérature), (OCLC 36058700)
- Pour Dante (discours prononcé à Florence le 20 avril 1965 pour l'inauguration du congrès international pour le 7e centenaire de Dante), (OCLC 221702394)
- Croisière aux îles Éoliennes (notes personnelles prises en juillet 1967 lors de la cinquième et dernière croisière effectuée à bord de l'Aspara, 1re édition, 1987 dans Les Cahiers Saint-John Perse nos 8-9, nouvelle transcription présentée et annotée par Claude Thiébaut en 2012 dans Souffle de Perse, hors-série no 2), (OCLC 489706539)
- Œuvres complètes, Bibliothèque de la Pléiade, éditions Gallimard, 1972 (disponible sur Internet Archive), volume entièrement conçu par le poète lui-même sous anonymat, y compris la « Biographie », les notes et notices, la bibliographie, la correspondance (coupures, réécriture, voire écriture, etc.), avec l'aide de Robert Carlier et Gaston Gallimard. Réédition augmentée en 1982[54],[55].

Travail inédit
- Gaïa, ô terre ou Recueil impossible : poème inachevé et détruit par l'auteur[56]

## Correspondance
- « Lettres de Saint-John Perse à Pierre Guerre [1, de 1951] et à Yvan Goll [8, de 1942-1943] », Roger Little (éd.), in Les Cahiers Saint-John Perse, no 2 (1979).
- « Lettres de Saint-John Perse à Roger Caillois », deux lettres, de 1956 et 1971, Henri Colliot (éd.), in Les Cahiers Saint-John Perse, no 3 (1980).
- « Lettre de Saint-John Perse à André Gide », de 1949, Roger Little (éd.), in Les Cahiers Saint-John Perse, no 5 (1982).
- « Annotations, Saint-John Perse à Friedhelm Kemp », 1956-1974, Friedhelm Kemp (éd.), in Les Cahiers Saint-John Perse, no 6 (1983).
- Lettres à l'étrangère, Mauricette Berne (éd.), Gallimard (1987), (OCLC 17284677).
- Lettres d'Alexis Léger à Philippe Berthelot, in Jean-Luc Barré, Le Seigneur-Chat / Philippe Berthelot, 1866-1934, Plon (1988).
- Correspondance Saint-John Perse / Jean Paulhan (1925-1966), Joëlle Gardes-Tamine (éd.), Les Cahiers Saint-John Perse, no 10 (1991), (OCLC 466357977).
- Lettres d'Alexis Léger à Gabriel Frizeau (1906-1912), Albert Henry (éd.), Académie royale de Belgique (1993), (OCLC 30957778).
- Correspondance avec Jean Ballard ou À ceux des cahiers du sud, (1993), (OCLC 19762723)[57].
- Correspondance Alexis Leger / Dag Hammarskjöld (1955-1961), Marie-Noëlle Little (éd.), Les Cahiers Saint-John Perse, no 11 (1993), (OCLC 72871526).
- Correspondance avec André Breton, Europe, nos 799-800 (1995)
- Correspondance Saint-John Perse / Roger Caillois (1942-1975), Joëlle Gardes-Tamine (éd.), Les Cahiers de la NRF, série Saint-John Perse, no 13, Gallimard (1996), (OCLC 708359140).
- Lettre à Auguste et Yvonne Boppe, Revue d'histoire diplomatique, no 1, (1999)
- Courrier d'exil / Saint-John Perse et ses amis américains / Archibald MacLeish, Francis et Katherine Biddle (1940-1970), Carol Rigolot (éd.), Les Cahiers de la NRF, série Saint-John Perse, no 15, Gallimard (2001), (OCLC 47720044).
- Lettres à une dame d'Amérique, Mina Curtiss (1951-1973), Mireille Sacotte (éd.), Les Cahiers de la NRF, série Saint-John Perse, no 16, Gallimard (2003), (OCLC 53936913).
- Correspondance Saint-John Perse / Alain Bosquet (1942-1975), Michèle Aquien et Roger Little (éd.), Gallimard (2004), Les Cahiers de la NRF.
- Lettres atlantiques Saint-John Perse / T. S. Eliot, A. Tate (1926-1970), Carol Rigolot (éd.), Les Cahiers de la NRF, série Saint-John Perse, no 17, Gallimard (2006), (OCLC 65201898).
- Correspondance Saint-John Perse / Henri Hoppenot (1915-1975), Marie-France Mousli (éd.), Les Cahiers de la NRF, série Saint-John Perse, no 19, Gallimard (2009), (OCLC 465089482).
- Correspondance Saint-John Perse / Calouste Gulbenkian (1946-1954), Vasco Graça Moura (éd.), Les Cahiers de la NRF, série Saint-John Perse, no 21, Gallimard (2013), (OCLC 828409199).
- Saint-John Perse, Lettres familiales (1944-1957), Claude Thiébaut (éd.), Les Cahiers de la NRF, série Saint-John Perse, no 22, Gallimard (2015),  (ISBN 9782070177646)
- Saint-John Perse, Lettres familiales (1957-1975), Claude Thiébaut (éd.), Souffle de Perse, hors-série no 3 (2017)
- Correspondance Alexis Leger/Saint-John Perse-André et Yvonne Istel et quelques amis communs (1940-1975), Claude Thiébaut (éd.), Souffle de Perse, hors-série no 4 (2018)

## Distinctions
- Grand officier de la Légion d'honneur en 1960[58] ; commandeur en 1935 ; officier en 1933 ; chevalier en 1924.

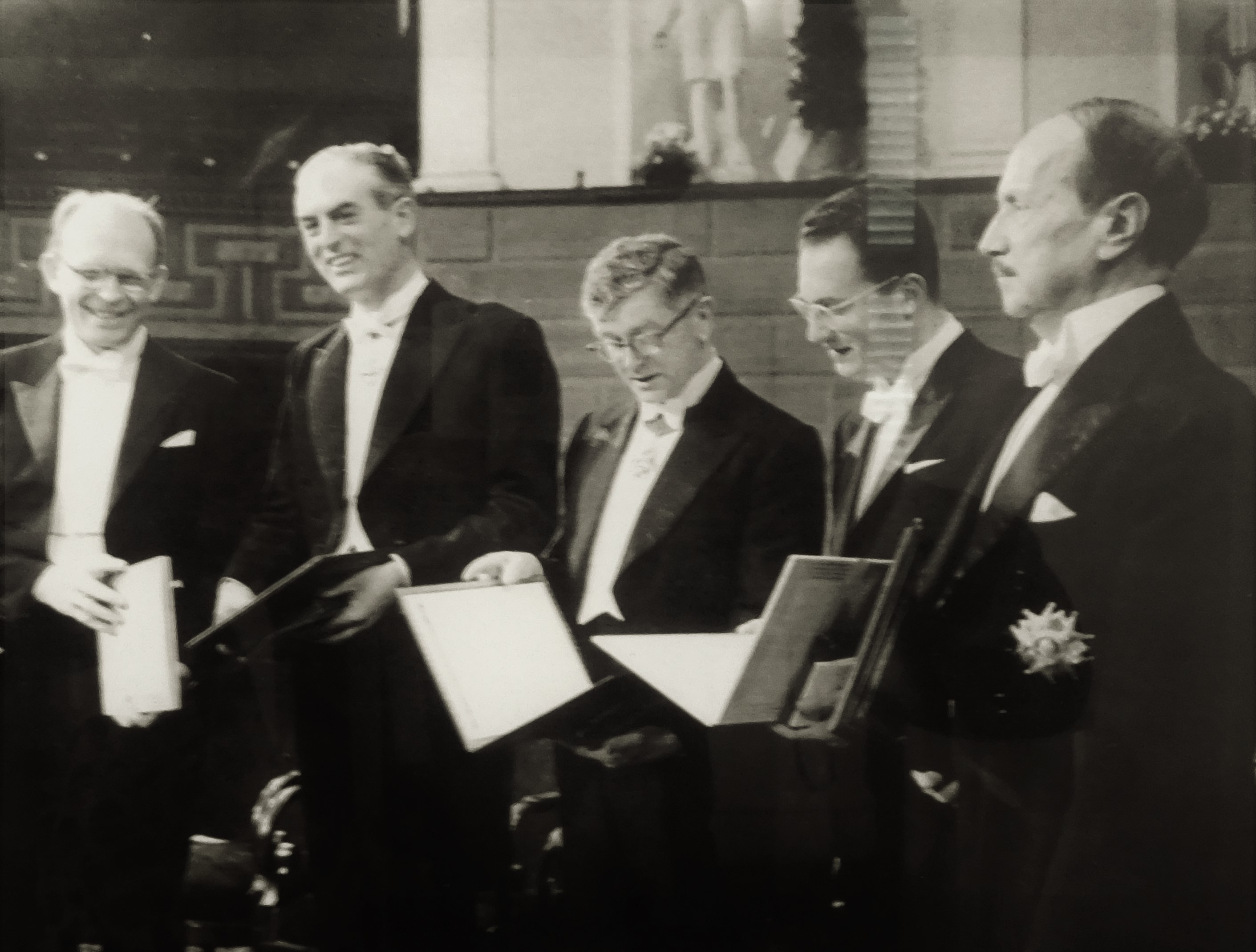
Remise du prix Nobel en 1960 : Saint-John Perse à droite.

- Grand prix national des Lettres en 1959.
- Prix Nobel de littérature en 1960.

## Hommages

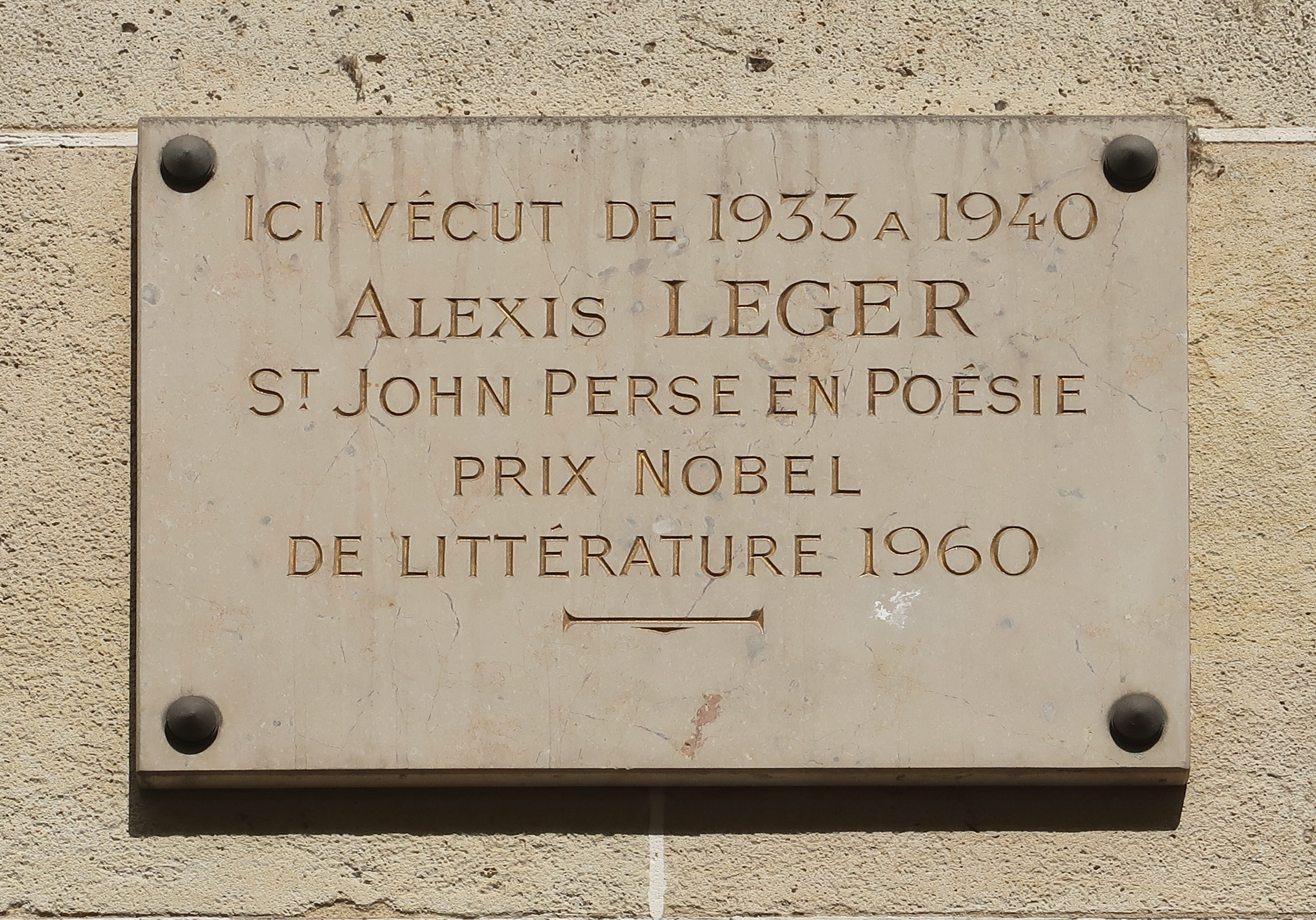
Plaque 10 avenue de Camoëns (Paris), où il vécut.

- Un monument de bronze, Hommage à Saint-John Perse, du sculpteur Patrice Alexandre (commande passée par le Ministère de la Culture en 1985) a été inauguré en 1992 dans le jardin du Muséum national d'histoire naturelle à Paris. Il s'agit de trois états du manuscrit du poème Nocturne agrandis à l'échelle monumentale.
- András Beck a notamment réalisé un masque en bronze de Saint-John Perse, couvert de feuilles d'or qui a servi de vignette de couverture pour son œuvre dans l'édition de la bibliothèque de la Pléiade.
- Le musée Saint-John-Perse lui est en partie consacré à Pointe-à-Pitre, sa ville natale.
- Son nom a été donné à diverses voies, établissements scolaires et médiathèques en France[59].
- La promotion 2007 des conservateurs du patrimoine de l'Institut national du patrimoine porte son nom.
- Une station du tramway de Reims porte son nom.
- La Poste française lui consacre en octobre 1980 un timbre d'une valeur faciale de 1,40 + 0,30 franc, disponible simultanément à Pointe-à-Pitre et à Aix-en-Provence. Pour le centenaire de la création des prix Nobel, les Îles vierges britanniques ont émis en 2001 un timbre de 40 cents à son effigie.
- Le lycée Saint-John-Perse de Pau porte son nom[60].

## En musique
Auteur dans sa jeunesse de critiques musicales et appelé par vocation à la pratique de la musique, Saint-John Perse a fréquenté les musiciens et les a inspirés. Louis Durey a mis en musique trois poèmes d'Éloges en 1917 et Images à Crusoé d'après un texte du même recueil en 1918, au même moment où Darius Milhaud, son compagnon du Groupe des Six, composait ses Deux poèmes op. 39, dont l'un est également tiré d'Éloges. Florentine Mulsant a composé en 1984 la pièce pour piano Amers, inspirée du recueil du même nom.
La poésie de Saint-John Perse joue un rôle singulier dans l'œuvre de la compositrice Kaija Saariaho, qui déclare : « La poésie de Saint-John Perse a un souffle très particulier qui éveille en moi des idées musicales ». Saariaho a donné à ses œuvres pour flûte Laconisme de l'aile (1982) et Aile du Songe (2001) des titres tirés d'Oiseaux, et intégré des extraits des poèmes dans les œuvres elles-mêmes, récités par le flûtiste dans son instrument, en plus d'autres techniques de jeu étendues qui permettent d'évoquer le souffle du vent. Saariaho a également donné le titre Amers à une œuvre emblématique pour violoncelle solo, ensemble et électronique (1992), en référence explicite au recueil de Saint-John Perse. Par reprise de la métaphore de Perse, le violoncelliste y « navigue entre ensemble et électronique, tel un marin dans une mer de sons ».

## Pour approfondir

#### Ouvrages généraux (critique littéraire et biographie)
- Michèle Aquien, Saint-John Perse, l’être et le nom, Seyssel, Champ Vallon, coll. « Champ poétique », 1985.
- Daniel Aranjo, Saint-John Perse et la musique, Pau, J. & D., 1988.
- Alain Bosquet, Saint-John Perse, Paris, Seghers,  coll. « Poètes d'aujourd'hui », no 35, 1953, (OCLC 5301691).
- Roger Caillois, Poétique de Saint-John Perse, Paris, Gallimard, 1954.
- Colette Camelin, Éclat des contraires : la poétique de Saint-John Perse, Paris, Éditions du CNRS, 1998.
- Colette Camelin, Joëlle Gardes-Tamine, La « rhétorique profonde » de Saint-John Perse, Paris, Honoré Champion, 2002.
- Colette Camelin, Joëlle Gardes-Tamine, Catherine Mayaux, Renée Ventresque, Saint-John Perse sans masque. Lecture philologique de l'œuvre, Paris, La Licorne, 2003.
- Colette Camelin et Catherine Mayaux, Bibliographie des écrivains français : Saint-John Perse, Paris, Memini, 2003.
- Colette Camelin, Saint-John Perse. L'imagination créatrice, Hermann, Champ Vallon, coll. "Savoir Lettres", 2007.
- Loïc Céry (dir.), Saint-John Perse et la mantique du poème, collectif, La nouvelle anabase, no 2, Paris, L'Harmattan, novembre 2006.
- Loïc Céry (dir.), Saint-John Perse et l'écho des langues, collectif, La nouvelle anabase, no 5, Paris, L'Harmattan, octobre 2009.
- Loïc Céry (dir.), Saint-John Perse, 1960-2010 : les 50 ans d'un Prix Nobel, collectif, La nouvelle anabase, no 6, Paris, L'Harmattan, décembre 2010.
- May Chehab, Saint-John Perse, neveu de Nietzsche, Paris, Honoré Champion, 2009.
- Étienne de Crouy-Chanel, Alexis Leger, l'autre visage de Saint-John Perse, Paris, Jean Picollec, 1989.
- Giovanna Devincenzo, L'impossible retour de Saint-John Perse, Paris, Hermann, 2012.
- Laurent Fels, Quête ésotérique et création poétique dans Anabase de Saint-John Perse, P.I.E. Peter Lang, 2009.
- Shlomo Elbaz. Lectures d'Anabase de Saint-John Perse, L'Âge d'homme, 1977,  (ISBN 978-2-8251-2924-1).
- Guy Féquant, Saint-John Perse : qui êtes-vous ?, Paris, La Manufacture, 1986.
- Joëlle Gardes-Tamine, Saint-John Perse ou la stratégie de la seiche, Aix-en-Provence, Publications de l'Université de Marseille, 1996.
- Joëlle Gardes-Tamine, Saint-John Perse, les rivages de l'exil, biographie, Paris, Aden, 2006.
- Pierre Guerre, Portrait de Saint-John Perse, Textes établis, réunis et présentés par Roger Little, Marseille, Sud, 1989, rééd. Paris, L'Harmattan, coll. "Les Publications de La nouvelle anabase, 2011.
- Esa Hartmann, Les manuscrits de Saint-John Perse. Pour une poétique vivante, Paris, L'Harmattan, 2007.
- Albert Henry, Amers de Saint-John Perse. Une poésie du mouvement, Édition revue, Paris, Gallimard, Publications de la Fondation Saint-John Perse, 1981.
- Henriette Levillain, Le rituel poétique de Saint-John Perse, Paris, Gallimard, 1977.
- Henriette Levillain, Sur deux versants. La création poétique chez Saint-John Perse, Paris, José Corti, 1987.
- Henriette Levillain et Mireille Sacotte (dir.), Saint-John Perse, collectif, Europe, no 799-800, 1995.
- Henriette Levillain, Saint-John Perse, Paris, Librairie Arthème Fayard, coll. "Biographies littéraires", 2013.
- Henriette Levillain et Catherine Mayaux (dir.), Dictionnaire Saint-John Perse, Honoré Champion, 2019, 664 pages  (ISBN 978-2-7453-5190-6)
- Roger Little, Études sur Saint-John Perse, Paris, Klincksieck, 1984.
- Catherine Mayaux, Les Lettres d'Asie de Saint-John Perse / Les récrits d'un poète, Les Cahiers Saint-John Perse, no 12, Paris, Gallimard, 1994.
- Catherine Mayaux, Saint-John Perse lecteur-poète. Le lettré du monde occidental, Berne, Peter Lang, 2006.
- Renaud Meltz, Alexis Léger dit Saint-John Perse, Paris, Flammarion, « Grandes biographies », 2008.
- Pierre Pinalie (dir.), Pour Saint-John Perse : études et essais pour le centenaire de Saint-John Perse, 1887-1987, Presses universitaires créoles - L'Harmattan, 1988, (OCLC 20595520).
- Daniel Racine (dir.), Saint-John Perse : l'obscure naissance du langage, Revue des lettres modernes, Paris, Minard, 1987, (OCLC 299838936).
- Carol Rigolot, Forged genealogies : Saint-John Perse’s conversations with culture, Chapel Hill, North Carolina Studies in the Romance languages and literatures, 2001.
- Carol Rigolot, Saint-John Perse : La culture en dialogues, Paris, L'Harmattan, 2007.
- Carol Rigolot (éd.), Saint-John Perse intime. Journal inédit d'une amie américaine [Katherine Biddle] (1940-1970), Les Cahiers de la NRF, série Saint-John Perse, no 20, Paris, Gallimard, 2011, (OCLC 713180690).
- René Rouyère, La jeunesse d'Alexis Leger (Saint-John Perse) : Pau-Bordeaux, 1899-1912, Bordeaux, Presses universitaires de Bordeaux, 1989.
- Mireille Sacotte, Parcours de Saint-John Perse, Paris, Champion-Slatkine, 1987.
- Mireille Sacotte, Alexis Leger / Saint-John Perse, Paris, Belfond, 1991 ; rééd. Paris, L'Harmattan, 1997.
- Renée Ventresque, Les Antilles de Saint-John Perse, Paris, L'Harmattan, 1993.
- Renée Ventresque, Le Songe antillais de Saint-John Perse, Paris, L'Harmattan, 1995.
- Renée Ventresque, Saint-John Perse dans sa bibliothèque, Paris, Honoré Champion, 2007.
- Renée Ventresque, La 'Pléiade' de Saint-John Perse. La Poésie contre l'Histoire, Paris, Classiques Garnier, coll. « Études de littérature XXe et XXIe siècles », 2011.
- Émile Yoyo, Saint-John Perse ou le conteur, Paris, Bordas, 1971.

#### Choix d'articles
- Constantina Spantidou, « Plotin et S.J. Perse : la rencontre lumineuse », Publications de l’Académie des Inscriptions et Belles-Lettres, vol. Cahiers de la villa Kérylos, 1, no Platonisme et Néo-platonisme. Antiquité et temps modernes,‎ 1991, p. 115-119 (lire en ligne, consulté le 2 mars 2020).
- Jean Bernabé, « La créolité de Saint-John Perse et le partage des émotions ancestrales », revue Archipélies no 1, 2010, pp. 51-56.
- Jean Bollack, « "En l’an de paille", étude d’un poème de Saint-John Perse », revue Arguments, 4e année, n°19, 3e trimestre 1960, Éd. de Minuit.
- Patrick Chamoiseau, « Méditations à Saint-John Perse », La nouvelle anabase, no 1, Paris, L'Harmattan, février 2006. Consultable en ligne.
- Raphaël Confiant, « Saint-John Perse ou l'antique phrase humaine », revue Archipélies no 1, 2010, pp. 57-64.
- Joëlle Gardes-Tamine, « Trentième anniversaire de la mort de Saint-John Perse », consultable en ligne.
- Andrea Galgano, "La parola splendente di Saint-John Perse", in "Lo splendore inquieto", Roma, Aracne, 2018, p. 113–123.
- Adolphe Nysenholc, « La phrase nominale dans Amers de Saint-John Perse » in Le Français moderne, mémoire de licence, 1969, no 3.
- Monique Parent, « L'imagination poétique dans l’œuvre de Saint-John Perse », Études françaises, vol. 1, no 1, 1965, p. 5-25 (lire en ligne)
- Bernadette et Philippe Rossignol, Ascendance antillaise d'Alexis Leger / Saint-John Perse, Centre de Généalogie et d'Histoire des Isles d'Amérique, 1982.

#### Actes de colloques
Classement chronologique
- De l'homme au poète : Portulans pour Saint-John Perse, Pau, mars 1987, Yves-Alain Favre (dir.), 1989 (J&D Éditions).
- Saint-John Perse : antillanité et universalité, Pointe-à-Pitre, mai 1987, Henriette Levillain et Mireille Sacotte (dir.), 1989 (Éditions caribéennes).
- Saint-John Perse face aux créateurs, Aix-en-Provence, juin 1995, Joëlle Gardes-Tamine (dir.), Souffle de Perse, nos 5-6, 1995.
- Saint-John Perse : les années de formation, Bordeaux, mars 1994, Jack Corzani (dir.), 1996 (L'Harmattan).
- Journée d'étude : Saint-John Perse, Tunis, décembre 1995, Souffle de Perse, no 7, 1997.
- Trois poètes face à la crise de l'histoire : André Breton, Saint-John Perse, René Char, Montpellier, mars 1996, Paule Plouvier, Renée Ventresque et Jean-Claude Blachère (dir.), 1996 (L'Harmattan).
- Journée d'étude : Saint-John Perse et la Chine, Pékin, mai 1997, Pierre Morel (dir.), 1999 (La Chine au Présent).
- Modernité de Saint-John Perse ?, Besançon, mai 1998, Catherine Mayaux (dir.), 2001 (Presses universitaires Franc-Comtoises).
- Postérités de Saint-John Perse, Nice, mai 2000, Éveline Caduc (dir.), 2002 (ILF-CNRS et Association des Amis de la Fondation Saint-John Perse), consultable en ligne..
- Saint-John Perse : Atlantique et Méditerranée, Tunis, avril 2004, Samia Kassab-Charfi et Loïc Céry (dir.), La nouvelle anabase, no 3, Paris, L'Harmattan, 2007.
- Saint-John Perse (1945-1960) : une poétique pour l'âge nucléaire, Paris, janvier 2005, Henriette Levillain et Mireille Sacotte (dir.), 2005 (Klincksieck).
- Saint-John Perse : un prix Nobel de littérature entre Giens et Washington, Toulon & Hyères, décembre 2005, Daliel Aranjo (dir.), Méthode !, 2006 (Vallongues).
- Journée d'agrégation, Aix-en-Provence, février 2007, Claude P. Pérez (dir.), Souffle de Perse, no 12, 2007, consultable en ligne..
- Journée d'agrégation, Paris, janvier 2007, Henriette Levillain et Mireille Sacotte (dir.), Souffle de Perse, no 13, 2008, consultable en ligne.
- Saint-John Perse en ses dictionnaires. L'idiolecte d'un poète, Cergy-Pontoise, 26 et 27 novembre 2009, Catherine Mayaux (dir.), 2013 (Honoré Champion).

#### Bases de données et dictionnaires
- Ressources relatives à la musique :   - Carnegie Hall
  - Discogs
  - MusicBrainz
  - Muziekweb
  - Répertoire international des sources musicales
- Ressources relatives à la recherche :   - Isidore
  - Persée
- Ressource relative au spectacle :   - Les Archives du spectacle
- Ressource relative aux beaux-arts :   - National Gallery of Art
- Ressource relative à plusieurs domaines :   - Radio France
- Ressource relative à la littérature :   - Île en île
- Notices dans des dictionnaires ou encyclopédies généralistes :   - Britannica
  - Brockhaus
  - Den Store Danske Encyklopædi
  - Deutsche Biographie
  - Enciclopedia italiana
  - Gran Enciclopèdia Catalana
  - Hrvatska Enciklopedija
  - Internetowa encyklopedia PWN
  - Larousse
  - Nationalencyklopedin
  - Munzinger
  - Store norske leksikon
  - Treccani
  - Universalis
- Notices d'autorité :   - VIAF
  - ISNI
  - BnF (données)
  - IdRef
  - LCCN
  - GND
  - Italie
  - Japon
  - CiNii
  - Espagne
  - Belgique
  - Pays-Bas
  - Pologne
  - Israël
  - NUKAT
  - Catalogne
  - Suède
  - Vatican